# Walter Lippmann

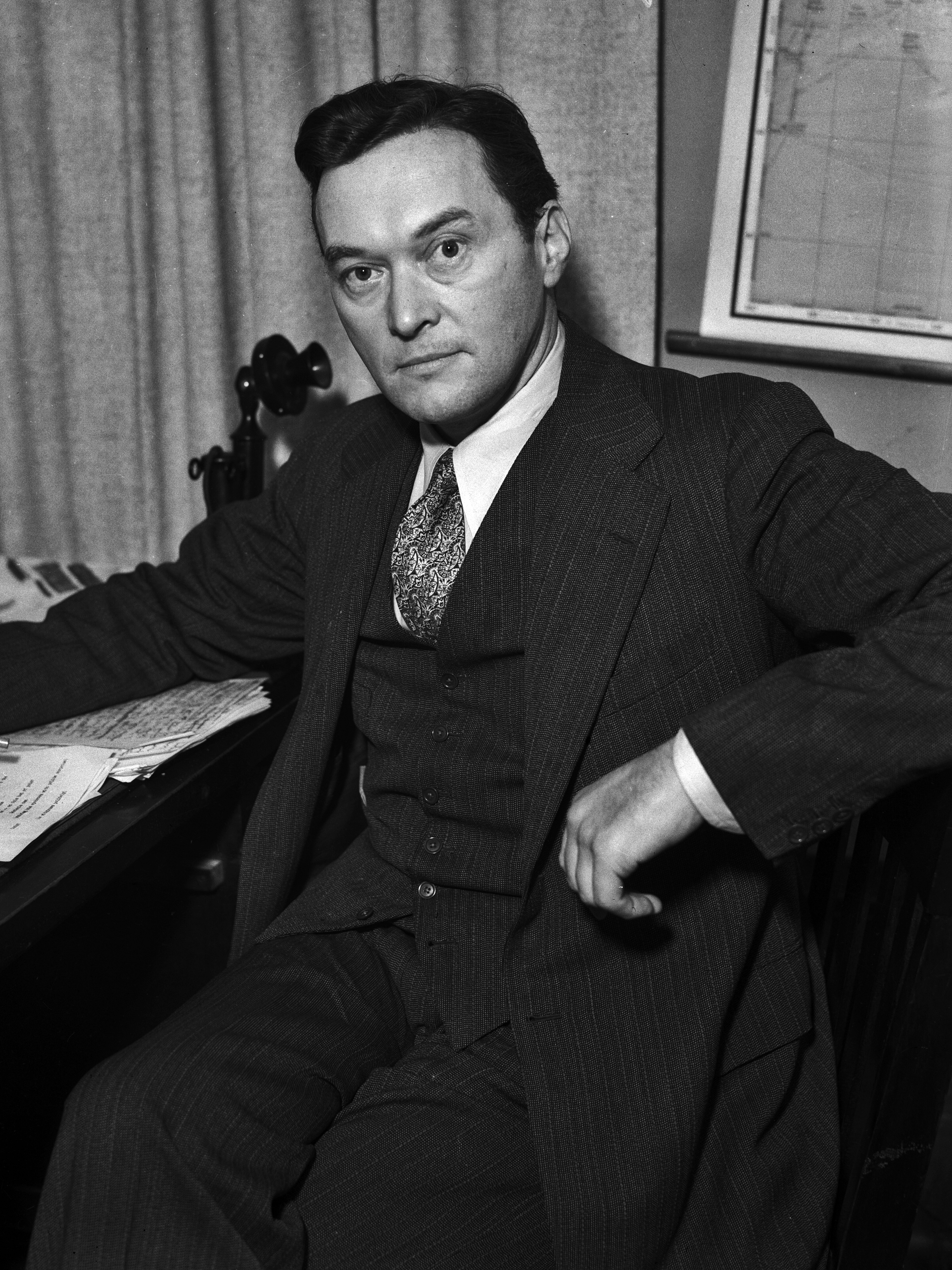
Walter Lippmann, 1936

Walter Lippmann (* 23. September 1889 in New York; † 14. Dezember 1974 bei New York) war ein amerikanischer Journalist und Publizist. Er gilt in den USA als meistgelesener und einflussreichster politischer Schriftsteller des 20. Jahrhunderts. Sein Werk Die öffentliche Meinung von 1922 wird als grundlegendes Werk des Journalismus, der Medienwissenschaften, der Politikwissenschaft und der Sozialpsychologie betrachtet.
Seine spätere Auffassung von der eingeschränkten Rolle des Journalismus in der Demokratie stand im Gegensatz zu der John Deweys und führte zu der später als Lippmann-Dewey-Debatte bezeichneten Auseinandersetzung über den Wert der öffentlichen Meinung.
Er war außerdem eine einflussreiche Persönlichkeit in der Entstehungsgeschichte des Ordoliberalismus. Das Colloque Walter Lippmann von 1938 gilt als entscheidend für die Entwicklung des Neoliberalismus.

## Leben

### Herkunft und Bildungsweg
Lippmann wurde in der Upper East Side New Yorks als einziges Kind jüdischer Eltern deutscher Herkunft geboren und wuchs, wie sein Biograf Ronald Steel schreibt, in einem „vergoldeten jüdischen Ghetto“ auf. Sein Vater Jacob Lippmann war Rentier, der durch das Textilunternehmen seines Vaters und die Immobilienspekulation seines Schwiegervaters vermögend geworden war. Seine Mutter, Daisy Baum, wie ihr Ehemann aus ursprünglich wirtschaftlich bescheidenen Verhältnissen stammend, hatte das renommierte Hunter College absolviert. Die wohlhabende und einflussreiche Familie gehörte zur gesellschaftlichen Oberschicht, pflegte Kontakte in höchste Kreise und verbrachte den Sommerurlaub regelmäßig zur Kur in Europa. Die Familie war reformjüdisch orientiert, man besuchte den Tempel Emanu-El. Lippmann stand beiden Eltern emotional eher distanziert gegenüber, engere Bindungen hatte er zur Großmutter mütterlicherseits. Die politische Orientierung der Familie war republikanisch.

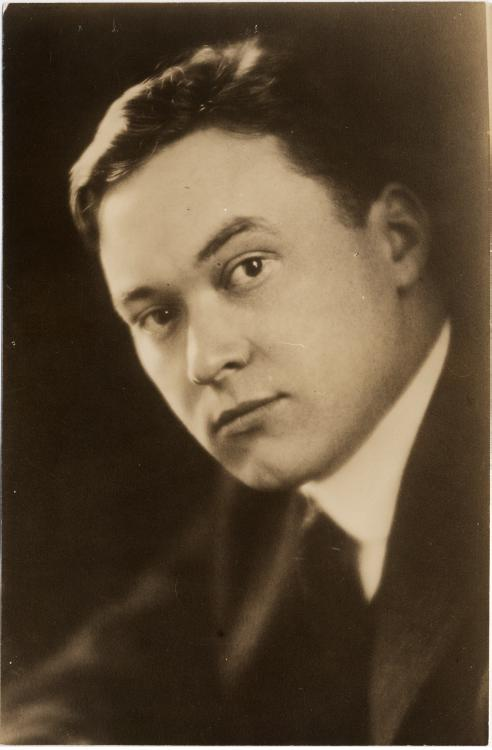
Walter Lippmann, 1914

Lippmann besuchte ab 1896 die Sachs School for Boys, danach das Sachs Collegiate Institute, eine elitäre und streng säkulare vor allem von Kindern deutsch-jüdischer Familien besuchte Privatschule in deutscher Gymnasialtradition, geleitet von dem Altphilologen Dr. Julius Sachs, einem Schwiegersohn von Marcus Goldman aus der Goldman-Sachs-Familie. Zum Unterricht gehörten 11 Wochenstunden Altgriechisch und 5 Stunden Latein.
Im Alter von 17 Jahren begann Lippmann an der Harvard University Literatur, Geschichte, Philosophie und Wirtschaft zu studieren. Er war kein Mitglied der renommierten Clubs, die Juden als Mitglieder ausschlossen, aber von Phi Beta Kappa. Zu seinen akademischen Lehrern zählten George Santayana, William James und Graham Wallas, der Führer der Fabian Society und Mitbegründer der London School of Economics. Er beendete sein Studium kurz vor dem Masterexamen.
Er wurde mit William James und Graham Wallas persönlich bekannt. William James wurde durch seine literarischen Aufsätze auf ihn aufmerksam und lud ihn zu seinen Teegesellschaften ein. Graham Wallas widmete ihm sein Werk The great Society.

### Journalistische, publizistische und politische Tätigkeit
1910 wirkte er an einer Artikelserie in Lincoln Steffens’ Everybody’s Magazine mit, in der die Korruption innerhalb der monopolistischen Bankenstruktur vor allem von J. P. Morgan dargestellt wurde. Der Skandal, der daraus folgte, trug zur Gründung eines Ausschusses des Parlaments bei und führte zum Gesetz zur Gründung der Zentralbank.
Lippmann war in seinen sozialistischen Anfängen Geschäftsführer eines sozialistischen Bürgermeisters und Mitglied der Sozialistischen Partei Amerikas.
1913 erschien sein Erstlingswerk A Preface to Politics, worin er psychoanalytische Methoden auf politiktheoretische Fragen anwendet. Das Werk erlangte die Aufmerksamkeit von Sigmund Freud und Theodor Roosevelt. Freud veröffentlichte eine positive Rezension, Roosevelt bezeichnete ihn als den brillantesten jungen Mann Amerikas.
Im folgenden Werk Drift and Mastery von 1914 propagierte er bereits eine Expertokratie als Gegenentwurf zu liberalen, sozialistischen und konservativen Politikmodellen. Eine auf wissenschaftliche Erkenntnisse gestützte Managerelite solle den Staat leiten. 1915 erschien The Stakes of Diplomacy: Er fordert darin die Hegemonie der USA und den Einfluss amerikanischer Konzerne über internationale Konsortien.
1914 gründeten Lippmann, Herbert Croly und Walter Weyl (1873–1919) das linke Magazin The New Republic.
Während des Ersten Weltkriegs wurde Lippmann Berater von US-Präsident Woodrow Wilson und half bei der Ausgestaltung von dessen 14-Punkte-Programm. 1916 trat er im Wahlkampf für Woodrow Wilson ein, der mit einer isolationistischen Position die Stimmen der Mehrheit gewann, dabei aber wie Lippmann auf den Kriegseintritt hinarbeitete. Nach der Zimmermann-Depesche erklärt die USA 1917 Deutschland den Krieg. Die politischen Slogans, für die Demokratie zu kämpfen und die Welt sicher für die Demokratie zu machen, stammten von Lippmann. Er war 1919 mit Wilson ein Gegner des Versailler Vertrages.
Lippmann leitete das Forschungsteam Inquiry im Untersuchungsausschuss zum Ersten Weltkrieg, aus dem 1921 das Council on Foreign Relations hervorging, in dem er eine einflussreiche Rolle spielte.1932–1937 war er Direktor im Direktorium des Council on Foreign Relations.
1929 gelang es ihm, zwischen dem Vatikan und Mexiko zu vermitteln und eine erneute Intervention der USA zu vermeiden.
Lippmann hatte leichten Zugang zu den Entscheidungsträgern der USA und lehnte den Kommunismus strikt ab. Der Spionagering um Jacob Golos benutzte seine Sekretärin Mary Price, um Lippmanns Quellen oder die Sachverhalte, an denen er arbeitete, in Erfahrung zu bringen.
Er prägte nach 1945 die Begriffe cold war, reeducation. Er war ein Kritiker der Truman-Doktrin, auch hinsichtlich des Vietnam-Kriegs.
35 Jahre lang war er Kolumnist in mehreren bedeutenden Pressemedien gleichzeitig (New York Herald Tribune).
1932 wurde Lippmann in die American Academy of Arts and Letters, 1947 in die American Philosophical Society und 1949 in die American Academy of Arts and Sciences gewählt. 1959 wurde er als assoziiertes Mitglied in die Königliche Akademie von Belgien aufgenommen. Jeweils 1958 und 1962 erhielt Walter Lippmann den Pulitzerpreis, einmal für seine Kolumne Today and Tomorrow und einmal für sein Interview mit Nikita Chruschtschow von 1961, für welches er in die Sowjetunion gereist war.

### Privatleben

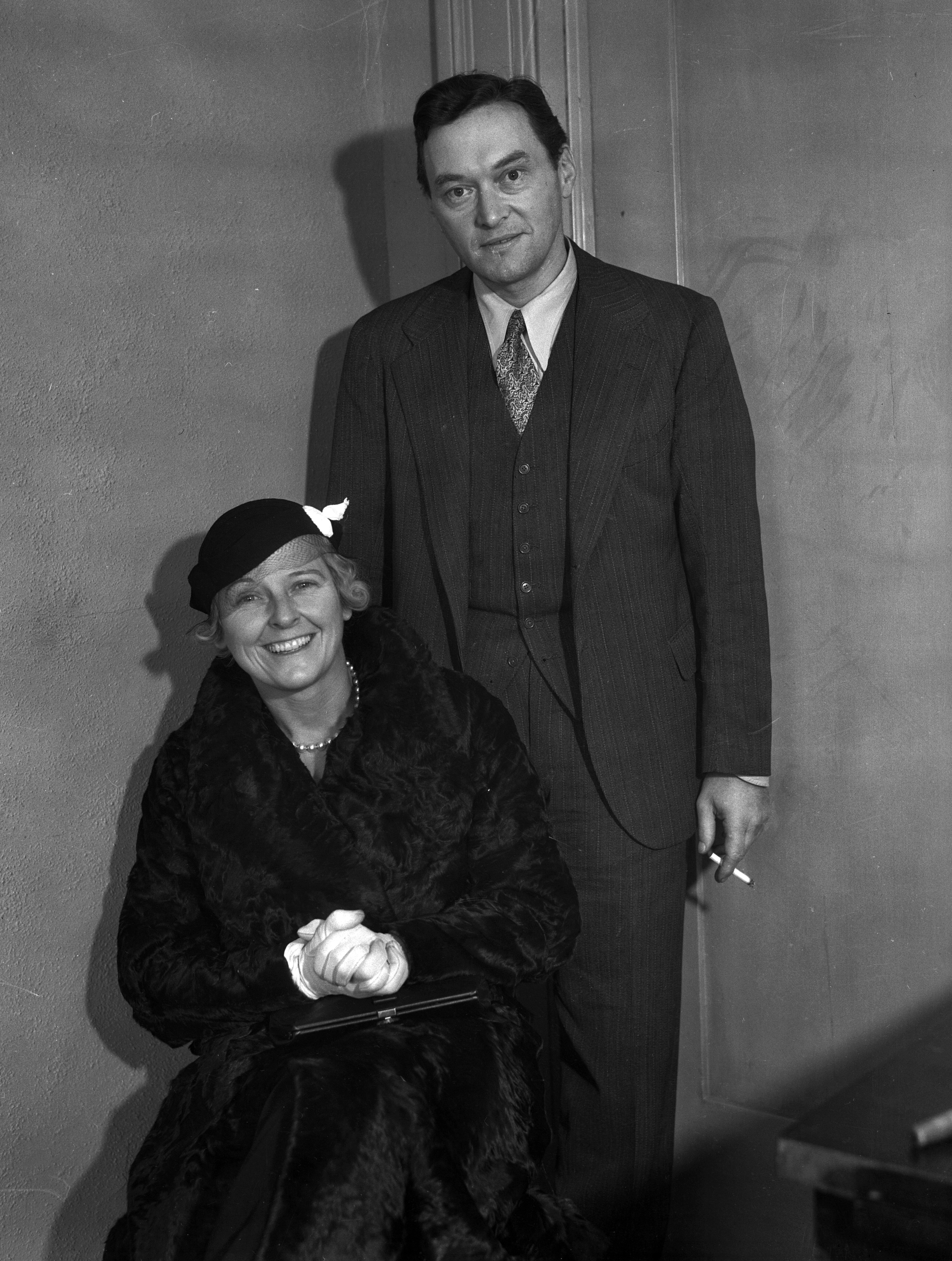
Walter Lippmann mit seiner Frau Faye, 1936

Lippmann war zweimal verheiratet, zum ersten Mal 1917 bis 1937 mit Faye Albertson (23. März 1893 – 17. März 1975). Faye Albertson war die Tochter Ralph Albertsons, eines Pfarrers der Congregational Church. Dieser war einer der Vorkämpfer des christlichen Sozialismus und der Social-Gospel-Bewegung im Sinne George Herrons. Während seines Studiums in Harvard besuchte Walter oft das Anwesen der Albertsons in West Newbury, Massachusetts, wo diese eine sozialistische Kooperative gegründet hatten, die (Cyrus Field) Willard Cooperative Colony. Lippmann wurde von Faye Albertson verklagt und schuldhaft geschieden; Faye Albertson heiratete nach der Scheidung 1940 Jesse Heatley.
1938 heiratete er Helen Byrne Armstrong, Tochter von James Byrn (gestorben am 16. Februar 1974). Sie ließ sich im selben Jahr von Hamilton Fish Armstrong scheiden, dem Herausgeber von Foreign Affairs, einem engen Freund Lippmanns. Die Freundschaft und die Mitarbeit an Foreign Affairs für die folgenden 35 Jahre endete mit der Liebesaffäre zu Armstrongs Frau.
Lippmann war in persönlichen Angelegenheiten sehr diskret. Es ist kein Briefwechsel mit seiner ersten Frau überliefert. Er befasste sich selten mit seiner persönlichen Vergangenheit.

## Medien und Propaganda
1920 stellten Lippmann und Charles Merz in einer Studie mit dem Titel A Test of the News fest, dass die Berichterstattung der New York Times über die Oktoberrevolution nicht dem Standard einer neutralen Berichterstattung entsprach, die für die Meinungsbildung der Bürger in einer Demokratie unabdingbar sei. Mit A Test of the News veröffentlichte er die erste systematische Langzeituntersuchung zur Berichterstattung eines Presseorgans hinsichtlich Objektivität und Neutralität. In Liberty and the News (1920) stellte er den Zusammenhang von Bildung und Meinung radikal infrage. Alle lebten nur vom Wissen aus „zweiter, dritter oder vierter Hand“ und von Headlines.

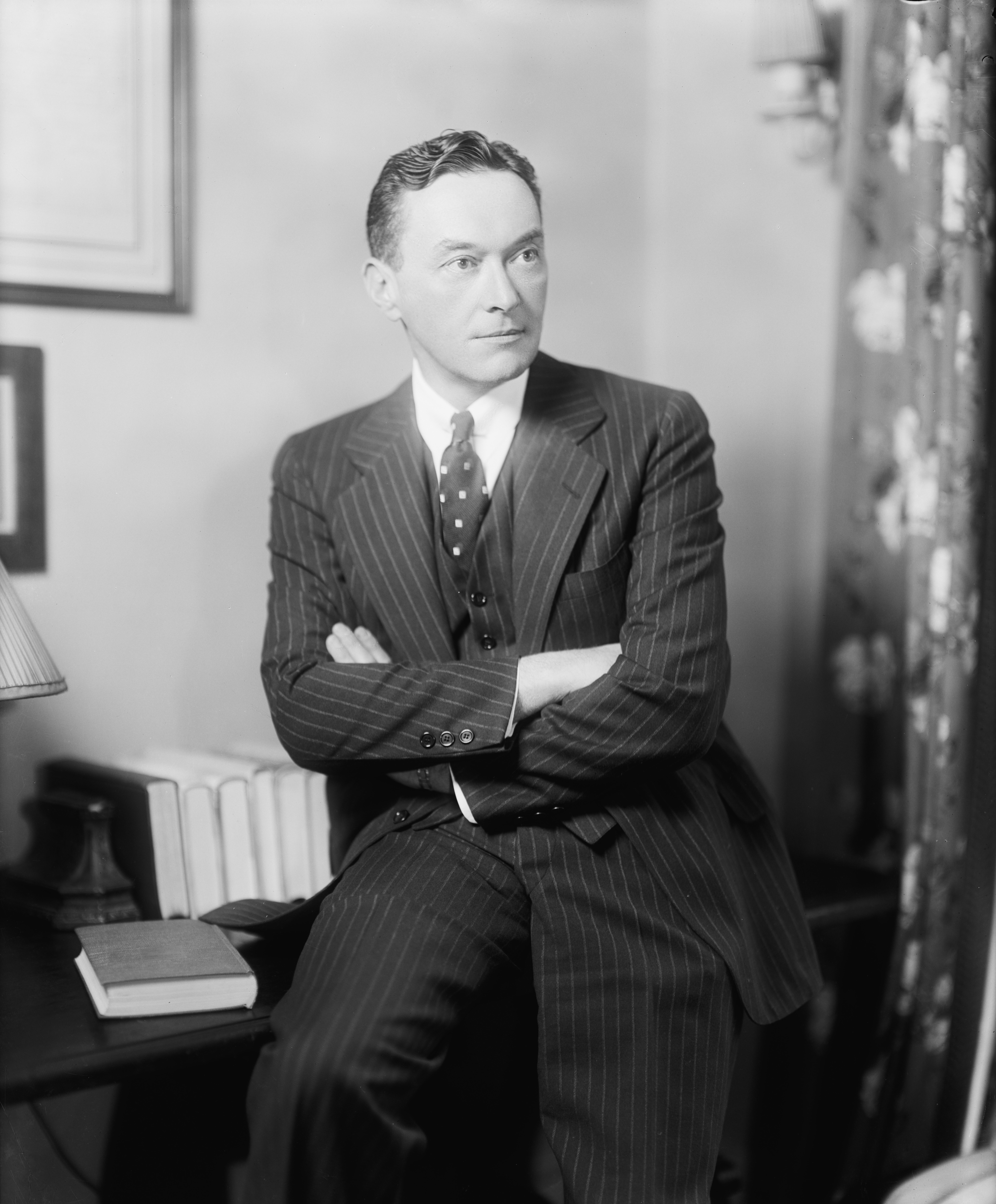
Walter Lippmann, um 1920

Heute noch wegweisend und auf Literaturlisten zu finden ist seine Schrift über Die öffentliche Meinung (Public Opinion, 1922). Lippman sah in der Herstellung einer einheitlichen Meinung („manufacturing consent“) eine der Hauptaufgaben von Entscheidungsträgern und Massenmedien, während die Entscheidungen in einer demokratischen Gesellschaft einer spezialisierten Klasse („specialised class“) vorbehalten sein sollten. Hintergrund war auch die Rolle des Rundfunks und der Produktwerbung. Seine These ist, dass die öffentliche Meinung durch die Medien gemacht werde, nicht durch mündige Bürger (wie der tonangebende US-Philosoph John Dewey, Democracy and education, es sich vorstellte). Die „Herde der Bürger“ müsse vielmehr durch eine regierende Klasse mit Unterstützung von Experten regiert werden. Für eine notwendige umfassende Information seien die Bürger überfordert. Zunächst ist dies eine demokratieskeptische Elitentheorie. Die Schrift war zudem bahnbrechend für die Stereotypenforschung. Lippmann versteht unter dem Begriff Stereotypen „verfestigte, schematische, objektiv weitgehend unrichtige kognitive Formeln, die zentral entscheidungserleichternde Funktion in Prozessen der Um- und Mitweltbewältigung haben“. Ferner prägte er für Journalisten den Ausdruck gatekeeper. Die Gatekeeper würden entscheiden, was der Öffentlichkeit vorenthalten und was weiterbefördert wird. „Jede Zeitung ist, wenn sie den Leser erreicht, das Ergebnis einer ganzen Serie von Selektionen“. Dadurch, dass die Auswahlregeln gleichgeschalteter Journalisten weitgehend übereinstimmen, komme eine Konsonanz der Berichterstattung zustande, die auf das Publikum wie eine Bestätigung wirke (alle sagen es, also muss es stimmen) und jene oben beschriebene Stereotypen-gestützte Pseudoumwelt in den Köpfen des Publikums installiere. Das mindert auch die Bedeutung der Schulbildung, die wenig Einfluss auf die Meinungsbildung habe. Nicht Lektüre und Diskurse ließen Meinungen entstehen, sondern Kommunikation in Codes und Stereotypen.

## Wirtschaftsordnung
Lippmann kritisierte das Versagen der scharfen Kritiker des klassischen Liberalismus. Der reformierte Liberalismus, den er propagierte, sollte den Markt erhalten, aber regulieren. Er kritisierte aber den Staatsinterventionismus des New Deal im Buch The Good Society (1937).
1938 organisierte der französische Philosoph Louis Rougier im Institut International de Coopération Intellectuelle in Paris ein Kolloquium, das später unter Lippmanns Namen bekannt wurde und die Thesen seines 1937 veröffentlichten Werkes An Enquiry into the Principles of the Good Society (deutsch Die Gesellschaft freier Menschen) diskutieren sollte. Dort prägte der deutsche Soziologe und Wirtschaftswissenschaftler Alexander Rüstow den Begriff des Neoliberalismus. Thema war unter anderem die Entwicklung des Liberalismus, der angesichts des Zweifels am menschlichen Fortschritt nach dem Grauen des Ersten Weltkriegs, der teilweise funktionierenden Planwirtschaft im Krieg, des Versagens der neoklassischen Wirtschaftstheorie während der Weltwirtschaftskrise, des Erfolges der New-Deal-Politik in den USA und des Aufstiegs totalitärer Systeme ins Hintertreffen geraten war. Keynes’ berühmter Vortrag 1924 lautete dementsprechend „Das Ende des Laissez-faire“. Lippmann selbst entfernte sich nach 1938 von den im Kolloquium vertretenen Ideen. Die Impulse wurden von Friedrich Hayek in London und Alexander Rüstow in Genf aufgenommen.
Er gehörte zu dem ordoliberalen Flügel (Walter Eucken), der dem marktfundamentalistischen Flügel Hayeks gegenüberstand, den Lippmann ebenso wie die Mont Pèlerin Society ablehnte, die Hayek gründete. Insbesondere bedeutet dies, dass sozialstaatliche Eingriffe oder Arbeitsschutzmaßnahmen durchaus zur Marktwirtschaft passen können. 1955 veröffentlichte Lippmann The Public Philosophy.

## Rezeption
Die teilweise harsche Kritik und der Vorwurf gegen Walter Lippmann, eine anti-demokratische Theorie verfasst zu haben, resultieren mitunter aus der strategisch-instrumentellen Fehlinterpretation Lippmanns durch den (Mit-)Begründer der Public Relations, Edward L. Bernays. Denn Bernays schlussfolgert aus der Einsicht in Stereotypen und Pseudo-Umwelten, zwei der zentralen Konzepte Lippmanns, aus denen die kognitive Fehleranfälligkeit des Menschen resultiert, entgegen der Lippmann'schen Überlegungen, wie die repräsentative Demokratie optimiert werden kann, die Notwendigkeit einer unsichtbaren, manipulativen Elite. Die instrumentelle Fehldeutung Lippmanns durch Bernays hat ihren Weg in die Deutung weiterer Theoretiker wie Noam Chomsky gefunden. Während Lippmann aufgrund der fehlerhaften menschlichen Kognition die Auswege Experten, Optimierung des Journalismus und Bildung aufzeigt, sieht Bernays lediglich die Möglichkeit, über Manipulation und Propaganda jene Fehleranfälligkeit auszunutzen, um die Herrschaft einer intelligenten Minorität zu legitimieren.

## Philosophie
Lippmann wurde 1947 zum Präsidenten der American Philosophical Society gewählt. Ein philosophischer Beitrag war seine frühe Unterstützung von Deweys Pragmatismus gegen den europäischen Idealismus und der Funktion von Philosophie als Lebenshilfe. Sie habe nur einen experimentellen Charakter, sei kein Ort für letzte Wahrheiten.

## Veröffentlichungen (Auswahl)
- A Preface to Politics. Mitchell Kennerley, 1913; ISBN 1-59102-292-4; archive.org – Librivox im Audioarchiv – Internet Archive
- Drift and Mastery. University of Wisconsin Press, 1914; ISBN 0-299-10604-7; archive.org
- The Stakes of Diplomacy. Henry Holt & Co., New York 1915; archive.org.
- The Political Scene. Henry Holt & Co., New York 1919; archive.org.
- Liberty and the News. Harcourt, Brace & Howe, New York 1920; archive.org.
- A Test of the News mit Charles Merz. In: The Republic, August 1920.
- Public Opinion. Harcourt, Brace & Co., New York 1922; Librivox im Audioarchiv – Internet Archive. (deutsch: Die öffentliche Meinung. Rütten & Loening, München 1964. Reprint Brockmeyer 1990. Neuausgabe Westend 2018, ISBN 978-3-86489-223-3) (auch als Gutenberg US)
- The Phantom Public. Transaction Publishers, Piscataway NJ 1925; ISBN 1-56000-677-3.
- Men of Destin. The Macmillan Company, New York 1927; archive.org. Excerpts.
- American Inquisitors. The Macmillan Company, New York 1928.
- A Preface to Morals. George Allen & Unwin, London 1929; ISBN 0-87855-907-8; archive.org
- Interpretations, 1931–1932. The Macmillan Company, New York 1932.
- The United States in World Affairs, 1931. Harper & Bros, New York 1932.
- The United States in World Affairs, 1932. Harper & Bros, New York 1933.
- The Method of Freedom. The Macmillan Company, New York 1934.
- Interpretations, 1933–1935. The Macmillan Company, New York 1936; archive.org.
- The Good Society (PDF; 5,5 MB) Atlantic Monthly Press, New York 1937; ISBN 0-7658-0804-8.
- U.S. Foreign Policy: Shield of the Republic. Atlantic Monthly Press, Boston 1943.
- U.S. War Aims. Atlantic Monthly Press, Boston 1944.
- Die Gesellschaft freier Menschen. Bern 1946.
- The Cold War. Harper & Row, New York 1947; ISBN 0-06-131723-3; archive.org
- The Public Philosophy, with William O. Scroggs. New American Library, New York 1955, ISBN 0-88738-791-8; archive.org
- The Coming Tests With Russia. Atlantic Monthly Press, Boston 1961; LCCN 61-014950; archive.org